# Distretto di Anci
Il distretto di Anci (安次区S, Āncì QūP) è un distretto della Cina, situato nella provincia di Hebei e amministrato dalla prefettura di Langfang.